# Ivan Bizjak
Ivan Bizjak (ur. 6 stycznia 1956 w Kranju, zm. 6 maja 2023) – słoweński polityk i matematyk, minister spraw wewnętrznych (1993–1994), rzecznik praw obywatelskich (1994–2000), minister sprawiedliwości (2000–2004), kandydat w wyborach prezydenckich w 1992.

## Życiorys
W 1974 ukończył szkołę średnią w rodzinnej miejscowości, a w 1981 studia matematyczne na Uniwersytecie Lublańskim. W 2000 uzyskał magisterium na wydziale nauk społecznych tej uczelni. Pracował w różnych przedsiębiorstwach (w tym Iskra Avtomatika i Iskra Delta), był m.in. kierownikiem działu oprogramowania do automatyzacji procesów technologicznych i dyrektorem sekcji ds. inżynierii oprogramowania.
W okresie przemian politycznych należał do współtwórców partii Słoweńscy Chrześcijańscy Demokraci, w latach 1991–1994 pełnił funkcję jej wiceprzewodniczącego. W 1990 uzyskał mandat poselski; został w tymże roku wybrany na przewodniczącego izby gmin, jednej z trzech izb zgromadzenia Socjalistycznej Republiki Słowenii. Stanowisko to zajmował do 1992. W trakcie tej kadencji zasiadał w parlamentarnej komisji konstytucyjnej, która przygotowała projekt konstytucji niepodległej Słowenii. W 1992 wystartował w wyborach prezydenckich; w pierwszej turze zwyciężył wówczas Milan Kučan, Ivan Bizjak zajął drugie miejsce z wynikiem 21,2% głosów.
Od stycznia 1993 do czerwca 1994 sprawował urząd ministra spraw wewnętrznych w rządzie Janeza Drnovška. W latach 1994–2000 pełnił funkcję pierwszego w historii Słowenii rzecznika praw obywatelskich. Od listopada 2000 do kwietnia 2004 zajmował stanowisko ministra sprawiedliwości w gabinetach, którymi kierowali Janez Drnovšek i Anton Rop. W latach 2001–2003 był wiceprzewodniczącym Słoweńskiej Partii Ludowej. W 2005 został dyrektorem generalnym Rady ds. Wymiaru Sprawiedliwości i Spraw Wewnętrznych w ramach Rady Unii Europejskiej, kończąc urzędowanie w 2011. Zajął się również działalnością dydaktyczną jako wykładowca akademicki oraz działalnością konsultingową.